# Good as I Been to You
Good as I Been to You è il ventottesimo album in studio del cantautore Bob Dylan, pubblicato dalla Columbia Records nel novembre del 1992.
È composto unicamente da reinterpretazioni di canzoni folk tradizionali e da cover, ed è il primo disco di Dylan registrato in maniera completamente acustica sin dai tempi di Another Side of Bob Dylan del 1964.  Inoltre è il primo album di Bob Dylan a non contenere composizioni originali.
Good as I Been to You raggiunse la posizione numero 51 in classifica negli Stati Uniti e la 18ª posizione in Gran Bretagna, ricevendo recensioni generalmente abbastanza positive che aiutarono Dylan a recuperare parte del suo prestigio presso la critica dopo il controverso fallimento di Under the Red Sky.

## Tracce
Tutti i brani sono tradizionali arrangiati da Bob Dylan eccetto dove indicato.
1. Frankie & Albert (Trad., arrang. Mississippi John Hurt) – 3:50
2. Jim Jones (Trad., arrang. Mick Slocum) – 3:52
3. Blackjack Davey – 5:47
4. Canadee-i-o – 4:20
5. Sittin' on Top of the World – 4:27
6. Little Maggie – 2:52
7. Hard Times (Stephen Foster, arrang. De Dannan) – 4:31
8. Step It Up and Go – 2:54
9. Tomorrow Night  (Sam Coslow & Will Grosz) – 3:42
10. Arthur McBride (Trad., arrang. Paul Brady) – 6:20
11. You're Gonna Quit Me  (Pubblico Dominio) – 2:46
12. Diamond Joe – 3:14
13. Froggie Went A-Courtin' – 6:26

## Crediti
- Bob Dylan - Voce, chitarra, armonica.
- Micajah Ryan - Mixaggi audio
- Jimmy Wachtel - Fotografia di copertina
- Stephen Marcussen - Masterizzazione audio